# 凱羅半齧脂鯉
凱羅半齧脂鯉，為輻鰭魚綱脂鯉目脂鯉亞目脂鯉科的其中一個種，分布於南美洲哥倫比亞Los Ramirez及Italica溪流域，體長可達8.5公分，棲息在沙石底質、褐色水質的溪流，生活習性不明。